# Кіш (Шумер)

Давнє Межиріччя

Кіш (шум. Kiš) — стародавнє місто, що існувало на території Межиріччя (Ірак), за 18 км на північний схід від Вавилону.
Місто Кіш (суч. Телль-Ухаймір) було засновано наприкінці 4 тисячоліття до н. е. на місці давніших поселень. Общинним богом Кіша був Забаба. До нього відносився Кіш і дещо пізніше місто Хурсанг-Калама (букв. «Лісиста гора країни»).
У 28 ст. до н. е. був центром першого об'єднання шумерських племен. На початку Ранньодинастичного періоду в Кіші правила напівлегендарна перша династія Кіша, відома тільки по «Царському списку».
Спочатку список правителів династії Кіша відкривався Етаною. Потім до початку кішского списку (перед Етаном) був доданий перелік місцевих семітських родоначальників і тотемів, який за своїм походженням, мабуть, не мав відношення до переліку «царів». Для всього кішського списку — як до, так і після Етани — характерні фантастичні цифри тривалості правління царів.
Аж до XXVI століття правителі Кіша були наймогутнішими в Північному Межиріччі.
Близько 3500 до н. е. тут з'являється найдавніша клинописна писемність (табличка з Кіша).
У 27 ст. до н. е. у боротьбі з Уруком втратив своє панування.
У 24 ст. до н. е. Кіш був зруйнований шумерським царем Лугальзаггісі, незабаром відновлений аккадским царем Саргоном. Надалі Кіш самостійної ролі не грав, залишаючись великим провінційним центром Вавилонії, імперії Ахеменідів, Парфянського царства та держави Сасанідів.
При розкопках (1912 і 1923—1932) виявлені залишки палацу (28-25 ст. до н. е.), що складався з 2 будівель: давнішої, прямокутної в плані, обнесеної фортечною стіною з вежами, і пізнішої, що мала у західній частині вузький зал з 4 колонами на центральній осі, а у східній — галерею з колонами на парапеті. Досліджено некрополь ранньодинастического періоду (2-я чверть 3-го тисячоліття до н. е.) З безліччю кераміки, бронзи, зброї і прикрас, циліндричних печаток. Відкриті будівлі аккадської епохи і подальших періодів (у тому числі 3 палацових будівлі, 224—651), а також великий архів клинописних документів (початок 3-го-1-е тисячоліття до н. е.).
Французька група археологів під керівництвом Анрі де Женуйака проводила в Кіші перші розкопки між 1912 та 1914.
У період з 1923 по 1933 там також працювала англо-американська група (Oxford-Field Музей Expedition — експедиція музею Оксфорда) на чолі зі Стівеном Ленгдоном.

## Галерея

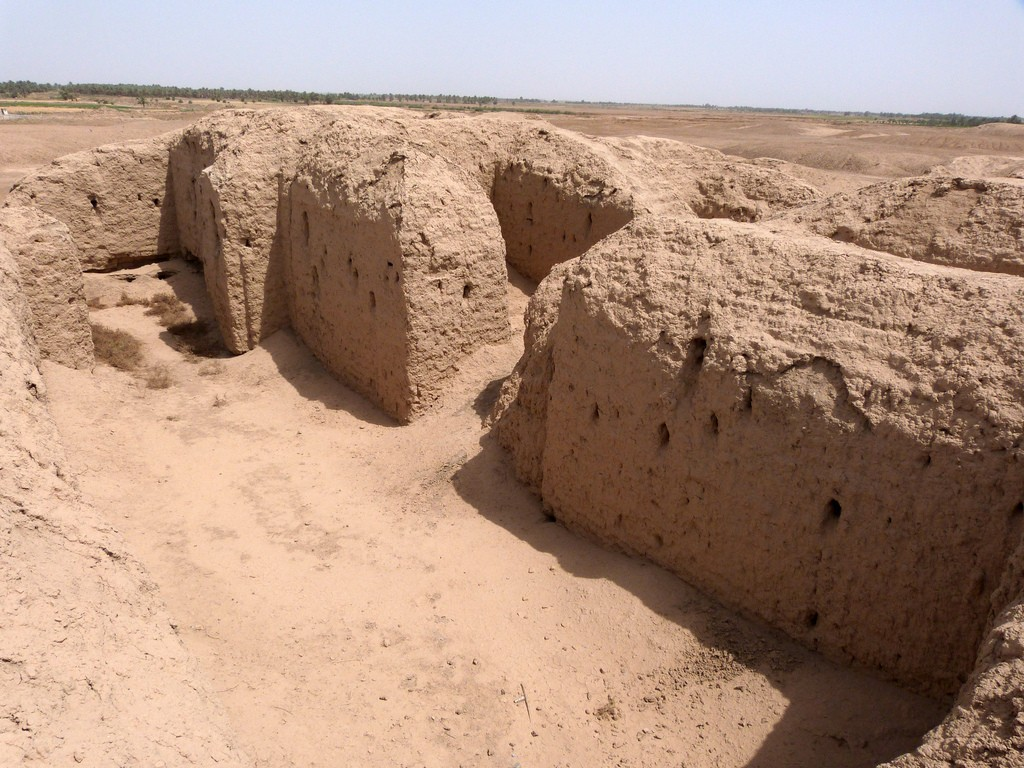
Городище Телль-Ухаймір, Ірак
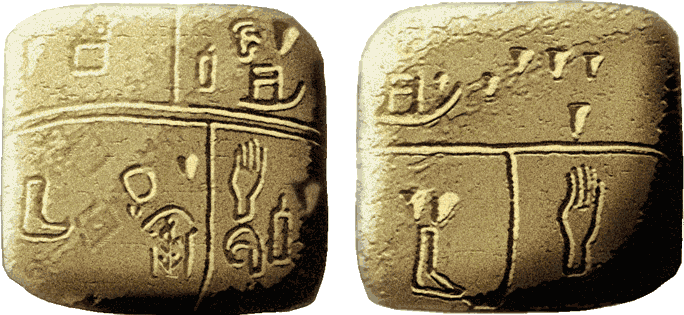
Глиняні таблички з Кіша (3500 до н. е.)
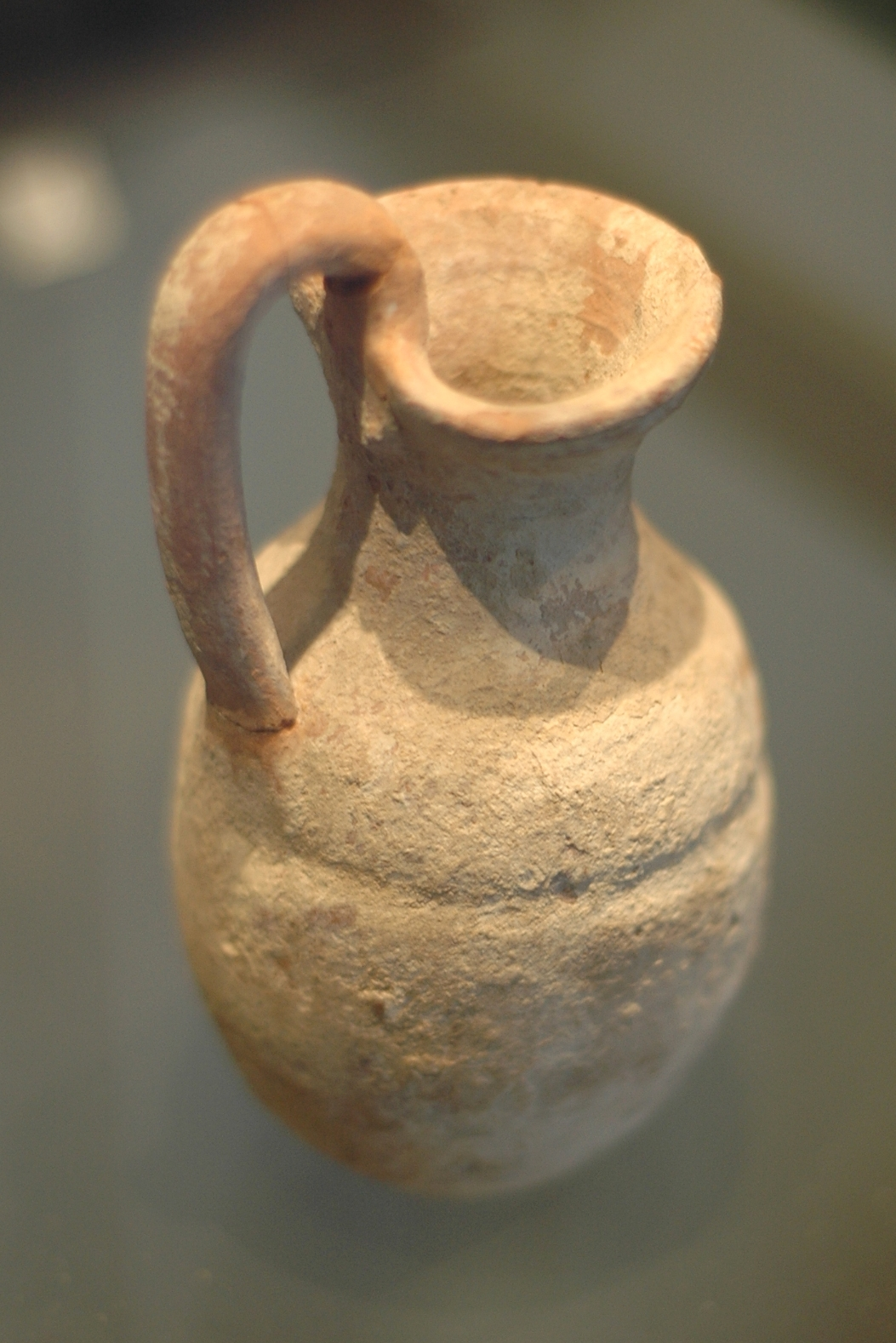
Ваза, III ст. до н. е.
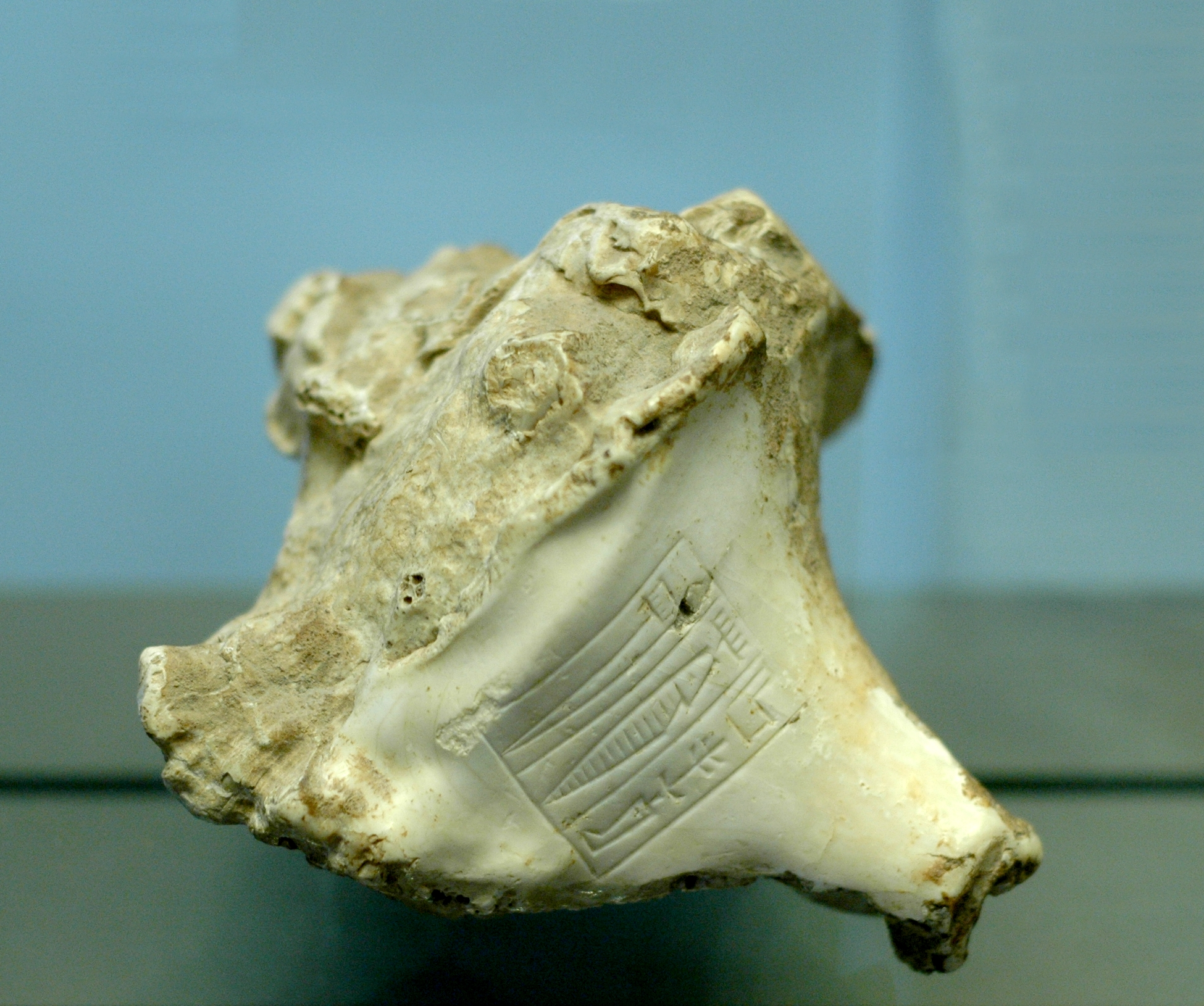
Мурекс, Лувр
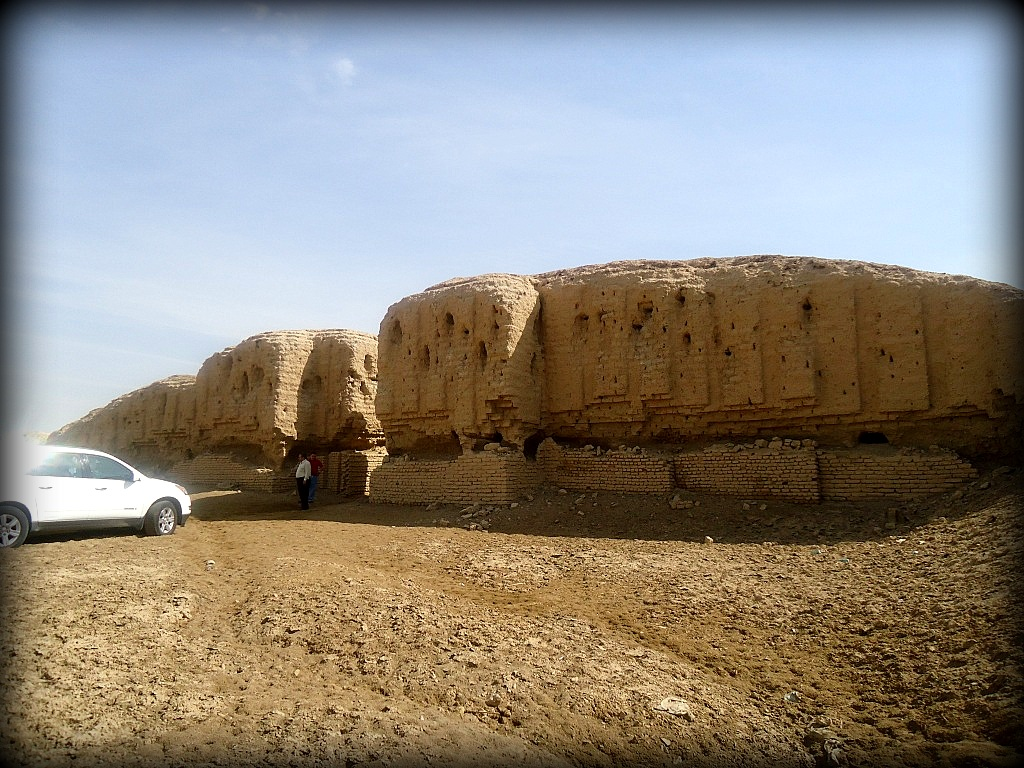
Руїни зикурату